# Chemčik
Chemčik (rusky Хемчик nebo Кемчик) je řeka v Tuvinské republice v Rusku. Je 320 km dlouhá. Povodí má rozlohu 27 000 km².

## Průběh toku
Pramení na Šapšalském hřbetu a teče v široké dolině západní částí Tuvinské kotliny. Ústí zleva do Jeniseje.

### Přítoky
- zleva – Alaš, Ak-Sug
- zprava – Barlyk, Čadan

## Vodní režim
Zdroj vody je převážně podzemní. Průměrný roční průtok vody ve vzdálenosti 74 km od ústí činí 119 m³/s. Zamrzá v listopadu a rozmrzá na konci dubna až na začátku května.

## Využití
V Tuvinské kotlině s od řeky odděluje síť zavlažovacích kanálů. V dolině řeky leží město Ak-Dovurak.